# パラマウント (カリフォルニア州)
パラマウント（Paramount）は、アメリカ合衆国カリフォルニア州のロサンゼルス郡にある都市。人口は5万3733人（2020年）。市民の大半はヒスパニックである。ロサンゼルス南方に位置している。

## 歴史
1948年、2つの町が合併して誕生した。地名は地域の幹線道路名から来ており、パラマウント社とは無関係である。1957年に市として法人化した。

## 地理
パラマウントの南にはロングビーチ、西はコンプトン、北はダウニー、東はベルフラワーといった市がある。
市の西部を南北にロングビーチ・フリーウェイとロサンゼルス川が通る。

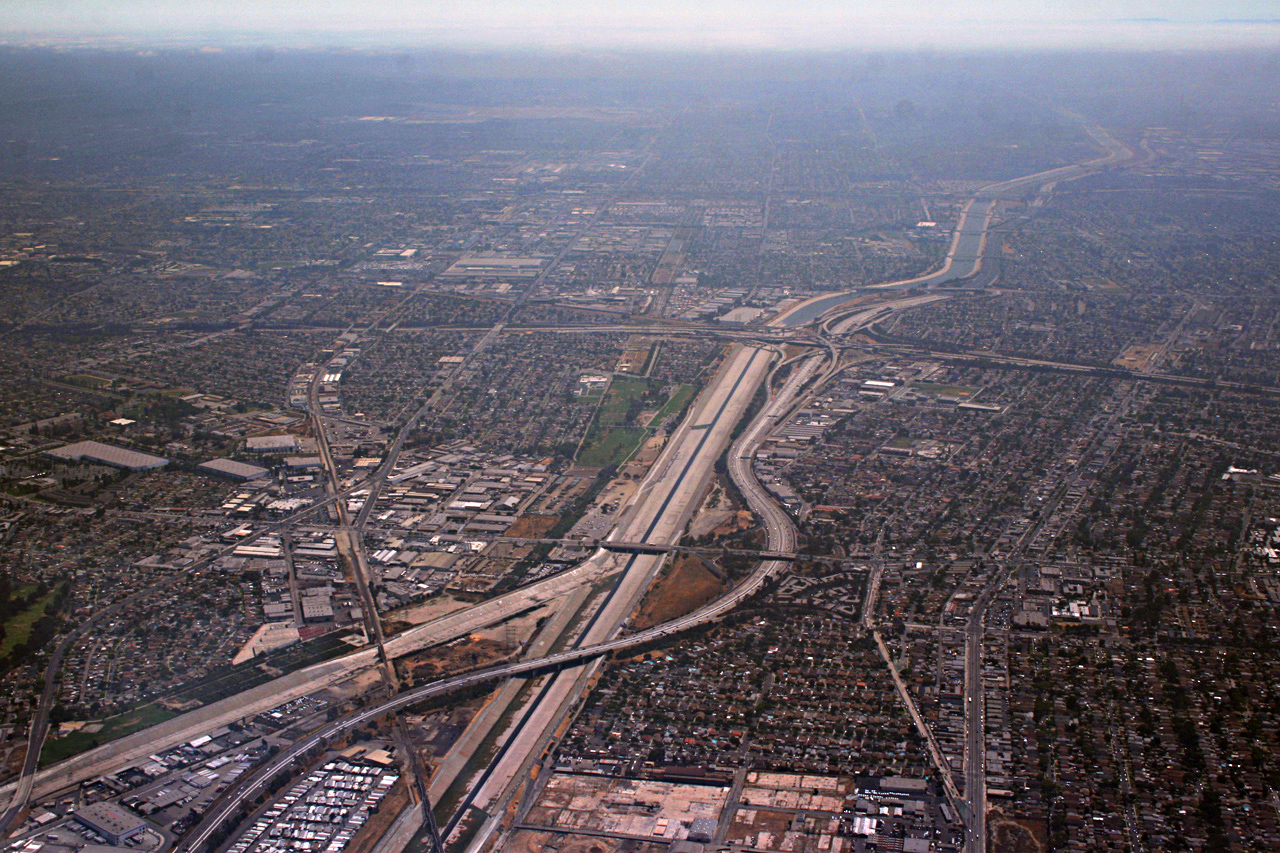
ロングビーチ・フリーウェイとロサンゼルス川（南向き）